# Poecilotheria metallica
Poecilotheria metallica é uma espécie de aranha pertencente à família Theraphosidae (tarântulas). Ela reflete uma cor azul metálica brilhante. Como outras de seu gênero ela exibe um intrigante fractal no abdômen. O habitat natural da espécie é a Floresta estacional decidual em Andhra Pradesh, no centro sul da Índia. A Poecilotheria metallica foi primeiramente descoberta na cidade de Gooty, um fato que se reflete em alguns de seus nomes mais comuns: aranha ornamental de árvore Gooty safira, Gooty safira e tarântula de Gooty. Outros nomes comuns são tarântula metálica, peacock parachute spider, peacock tarantula ou salepurgu.

## Distribuição
A Poecilotheria metallica é encontrada apenas em uma pequena área com menos de 100 quilômetros quadrados (39 sq mi), numa reserva floresta que é no entanto altamente problemática. Pesquisas em uma floresta adjacente falharam em observar esta espécie. O espécime foi descoberto num pátio de madeira na ferroviária de Gooty, cerca de 100 km a sudoeste de seu conhecido nicho, mas acredita-se que ele tenha sido transportado para lá de trem.

## Outros
Lista das espécies de Theraphosidae (Lista completa das Tarântulas.)